# Scooby-Doo na stopě
Scooby-Doo na stopě (v anglickém originálu Scooby-Doo, Where Are You!) je americký animovaný dobrodružný mysteriózní televizní seriál z let 1969–1978, vytvořený a produkovaný společností Hanna-Barbera. Původně byl v letech 1969–1970 vysílán na stanici CBS. Roku 1978 byl na stanici ABC vysílán pod stejným názvem výběr dílů ze seriálu Scooby-Doo, který byl pro pozdější vydání na DVD označen jako třetí řada seriálu Scooby-Doo na stopě.

## Děj
Seriál se zaměřuje na čtyři teenagery Freda, Daphne, Velmu, Shaggyho a jejich mluvícího psa jménem Scooby-Doo, kteří cestují ve své dodávce a řeší záhady. Po vyřešení skupina obvykle zjistí, že pachatelem je převlečená osoba, která se snaží zneužít místní legendu nebo mýtus pro osobní zisk.

## Postavy
| Postava          | Původní dabér                                               | Český dabér (1993) | Český dabér (2006) |
| ---------------- | ----------------------------------------------------------- | ------------------ | ------------------ |
| Scooby-Doo       | Don Messick                                                 | Miroslav Saic      | Pavel Rímský       |
| Shaggy Rogers    | Casey Kasem                                                 | Jiří Langmajer     | Antonín Navrátil   |
| Fred Jones       | Frank Walker                                                | David Schneider    | Pavel Vondra       |
| Daphne Blakeová  | Stefanianna Christopherson (1969) Heather North (1970–1978) | Dana Morávková     | Jana Mařasová      |
| Velma Dinkleyová | Nicole Jaffe (1969–1970) Pat Stevens (1978)                 | Inka Šecová        | Hana Krtičková     |

V druhém českém dabingu namluvili vedlejší postavy Bohuslav Kalva, Zbyšek Pantůček, Jiří Valšuba a Inka Šecová.